# レニー・ディナルド
レオナルド・エドワード・ディナルド（Leonard Edward DiNardo, 1979年9月19日 - ）は、フロリダ州マイアミ出身の元プロ野球選手（投手）。左投左打。イタリア系アメリカ人である。

## 経歴

### プロ入りとメッツ傘下時代
1998年にドラフト10巡目（全体295位）でボストン・レッドソックスから指名されるが、契約せずフロリダ州デランドのStetson Universityに進学。
2001年のドラフトでニューヨーク・メッツから3巡目（全体102位）で指名されプロ入りする。

### レッドソックス時代
2003年12月15日に行われたルール・ファイブ・ドラフトでレッドソックスから指名され移籍。
2004年4月23日にメジャーデビュー。この年は全てリリーフで22試合に登板した。
2006年のMLBシーズン前に開催されたワールド・ベースボール・クラシックでは、イタリア系アメリカ人であることからイタリア代表入り。その後のMLBシーズンでは、故障したデビッド・ウェルズの代役として一時は先発ローテーション入りし、メジャー初勝利も挙げたが、防御率7.85・WHIP2.077という成績だったためオフに放出された。

### アスレチックス時代
2007年2月14にウェイバー公示を経てオークランド・アスレチックスに移籍。リリーフとして開幕を迎え、11試合で防御率1.83と好投したため先発陣入りを果たした。初めてシーズン途中でマイナーに降格することなく、1年間メジャーで投げ切り8勝を挙げた。
2008年は一転して1勝しか挙げられなかった。9月29日にFAとなった。

### ロイヤルズ時代
2008年12月17日にカンザスシティ・ロイヤルズとマイナー契約を結んだ。
2009年はAAA級オマハで23試合の先発を含む29試合に登板し、10勝5敗、防御率3.32、WHIP1.17の成績を残し、9月10日にメジャーに昇格。5試合に先発したが28失点と打ち込まれ3敗を喫した。オフの11月11日にFAとなった。

### ロイヤルズ退団後
2010年1月7日に古巣のアスレチックスとマイナー契約。AAA級サクラメントでは9試合の先発を含む10試合に登板し、2勝5敗、防御率3.59、WHIP1.53の成績を残したが、メジャーでプレーすることはなかった。オフの11月6日にFAとなった。
2010年12月16日に古巣のレッドソックスとマイナー契約を結んだが、2011年開幕前の3月29日に自由契約となった。
2011年は4月にアトランティックリーグのロングアイランド・ダックスと契約したが、5月21日にアスレチックスと三たびマイナー契約を結んだ。オフの11月2日にFAとなった。
2012年2月17日に台湾CPBLのLamigoモンキーズに入団したが、成績不振のため5月25日に解雇された。
2013年はアトランティックリーグのランカスター・バーンストーマーズでプレーした。この年限りで現役を引退した。

### 現役引退後
2017年より、ニューイングランド・スポーツ・ネットワーク（NESN）で放送されるレッドソックス戦中継において、アナリストを務めている。

## 詳細情報

### 年度別投手成績
| 年 度     | 球 団     | 登 板 | 先 発 | 完 投 | 完 封 | 無 四 球 | 勝 利 | 敗 戦 | セ 丨 ブ | ホ 丨 ル ド | 勝 率 | 打 者 | 投 球 回 | 被 安 打 | 被 本 塁 打 | 与 四 球 | 敬 遠 | 与 死 球 | 奪 三 振 | 暴 投 | ボ 丨 ク | 失 点 | 自 責 点 | 防 御 率 | W H I P |
| --------- | --------- | ----- | ----- | ----- | ----- | -------- | ----- | ----- | -------- | ----------- | ----- | ----- | -------- | -------- | ----------- | -------- | ----- | -------- | -------- | ----- | -------- | ----- | -------- | -------- | ------- |
| 2004      | BOS       | 22    | 0     | 0     | 0     | 0        | 0     | 0     | 0        | 0           | ----  | 130   | 27.2     | 34       | 1           | 12       | 1     | 2        | 21       | 1     | 0        | 17    | 13       | 4.23     | 1.66    |
| 2005      | BOS       | 8     | 1     | 0     | 0     | 0        | 0     | 1     | 0        | 0           | .000  | 62    | 14.2     | 13       | 1           | 5        | 1     | 0        | 15       | 1     | 0        | 6     | 3        | 1.84     | 1.23    |
| 2006      | BOS       | 13    | 6     | 0     | 0     | 0        | 1     | 2     | 0        | 1           | .333  | 190   | 39.0     | 61       | 6           | 20       | 1     | 1        | 17       | 1     | 0        | 35    | 34       | 7.85     | 2.08    |
| 2007      | OAK       | 35    | 20    | 0     | 0     | 0        | 8     | 10    | 0        | 0           | .444  | 555   | 131.1    | 136      | 13          | 50       | 2     | 3        | 59       | 2     | 0        | 74    | 60       | 4.11     | 1.42    |
| 2008      | OAK       | 11    | 2     | 0     | 0     | 0        | 1     | 2     | 0        | 0           | .333  | 114   | 23.0     | 31       | 3           | 13       | 2     | 2        | 12       | 1     | 0        | 20    | 19       | 7.43     | 1.91    |
| 2009      | KC        | 5     | 5     | 0     | 0     | 0        | 0     | 3     | 0        | 0           | .000  | 117   | 21.1     | 41       | 2           | 15       | 0     | 1        | 8        | 1     | 0        | 28    | 24       | 10.12    | 2.63    |
| 2012      | Lamigo    | 9     | 9     | 1     | 0     | 0        | 3     | 5     | 0        | 0           | .375  | 258   | 57.0     | 75       | 2           | 12       | 0     | 3        | 28       | 1     | 0        | 34    | 28       | 4.42     | 1.53    |
| MLB：6年  | MLB：6年  | 94    | 34    | 0     | 0     | 0        | 10    | 18    | 0        | 1           | .357  | 1168  | 257.0    | 316      | 26          | 115      | 7     | 9        | 132      | 7     | 0        | 180   | 153      | 5.36     | 1.68    |
| CPBL：1年 | CPBL：1年 | 9     | 9     | 1     | 0     | 0        | 3     | 5     | 0        | 0           | .375  | 258   | 57.0     | 75       | 2           | 12       | 0     | 3        | 28       | 1     | 0        | 34    | 28       | 4.42     | 1.53    |

### 背番号
- 55 （2004年 - 2006年）
- 56 （2007年）
- 25 （2008年）
- 41 （2009年）
- 50 （2012年）